# Berkeley Heights
Berkeley Heights est un township dans le comté d'Union aux États-Unis.